# Iglesia de San Alfonso del Esquilino
La Iglesia de San Alfonso del Esquilino (del italiano Sant'Alfonso all'Esquilino) es un lugar de culto católico en Roma, ubicado en la vía Merulana en el Esquilino de la Prefectura V.

## Historia
Está dedicada a San Alfonso María de Ligorio, el fundador de la Congregación del Santísimo Redentor (Redentoristas), quien construyó y dotó de personal a la iglesia.
La iglesia es uno de los raros ejemplos de arquitectura neogótica en Roma. Es una de las últimas iglesias papales de Roma, aunque los Redentoristas tienen posesión de la iglesia y su complejo relacionado.La iglesia fue construida entre 1855 y 1859 según un diseño del arquitecto escocés George Wigley. Es uno de los raros ejemplos de estilo neogótico en Roma. Mariano Armellini da una opinión negativa: "La arquitectura de la iglesia es más bien ostrogoda que gótica". Es una de las últimas iglesias de la Roma papal, y aunque está consagrada al Santísimo Redentor, es conocida como la iglesia de San Alfonso fundador de los Redentoristas, a la que pertenece junto con todo el conjunto anexo.

## Descripción

### Fachada
La fachada, de ladrillo y travertino, a la que se accede tras una amplia escalera, presenta un pórtico, al que se abren tres puertas; en el tímpano de la puerta central hay un mosaico policromado que representa a la Virgen del Perpetuo Socorro entre los ángeles, y en la cúspide del tímpano la estatua del Redentor en mármol de Carrara. La fachada se embellece aún más con un rosetón.

### Interiores
El interior de la iglesia tiene tres naves, enriquecidas con mármol policromado, con seis capillas laterales a cada lado. Las decoraciones interiores datan de finales del siglo XIX, y son obra del pintor bávaro y hermano de los redentoristas Max Schmalzl (1850-1930). El ábside está coronado por un mosaico, instalado en 1964, que representa al Redentor entronizado entre la Virgen María y San José. En el altar mayor hay un icono de origen cretense del siglo XIV que representa a la Madre del Perpetuo Socorro, dada a los Redentoristas por Pío IX en 1866.

### Órgano tubular
En el coro de la contrafachada se encuentra el órgano tubular de la iglesia ; éste, que incorpora parte del material fónico de un instrumento anterior, fabricado por Charles Anneessens en 1898, fue construido en 1932 por la empresa Tamburini y restaurado por la misma en 1982. Todo el conjunto de altavoces se encuentra dentro de la original caja monumental de madera de estilo neogótico, diseñada por el arquitecto alemán Maximilian Schmalzl.
El órgano tiene dos teclados de 61 notas cada uno y una pedalera cóncavo-radial de 32. Es accionado eléctricamente.

## Iglesia Titular Cardenalicia
El Papa San Juan XXIII le otorgó a la Iglesia de San Alfonso el rango de Titulus que liga a un cardenal a la misma. Fue el 30 de diciembre de 1960. Los siguientes cardenales han servido como cardenales sacerdotes :
- Joseph Ritter, (del 19 de enero de 1961 al 10 de junio de 1967), siendo Arzobispo Metropolitano de San Luis (desde el 20 de julio de 1946 hasta el 10 de junio de 1967)
- José Clemente Maurer, desde el 29 de junio de 1967 hasta el 27 de junio de 1990), siendo Arzobispo Metropolitano de Sucre (Bolivia) (desde el 27 de octubre de 1951 hasta el 30 de noviembre de 1983). También fue Presidente de la Conferencia Episcopal Boliviana (1968 - 1979)
- Anthony Joseph Bevilacqua, (desde el 28 de junio de 1991 hasta el 31 de enero de 2012), mientras era Arzobispo Metropolitano de Filadelfia (EE. UU.) (desde el 11 de febrero de 1988 hasta el 15 de julio de 2003)
- Vincent Nichols, (desde el 22 de febrero de 2014 hasta la actualidad), mientras que es Arzobispo Metropolitano de Westminster (Londres, Inglaterra, Reino Unido) (desde el 3 de abril de 2009 hasta la actualidad). Es el Presidente de la Conferencia Episcopal de Inglaterra y Gales (desde el 30 de abril de 2009)

## Galería
|                        |
| Interior de la iglesia |

|         |
| Capilla |

|          |
| Interior |

|         |
| Fachada |

|         |
| Rosetón |

|       |
| Altar |

|                              |
| Escalera de acceso y fachada |

|                                                              |
| Mosaico de Nuestra Señora del Perpetuo Socorro en la fachada |

|                               |
| Cristo Redentor en la fachada |

|                      |
| Ábside y Altar mayor |